# Geographical Society Ø

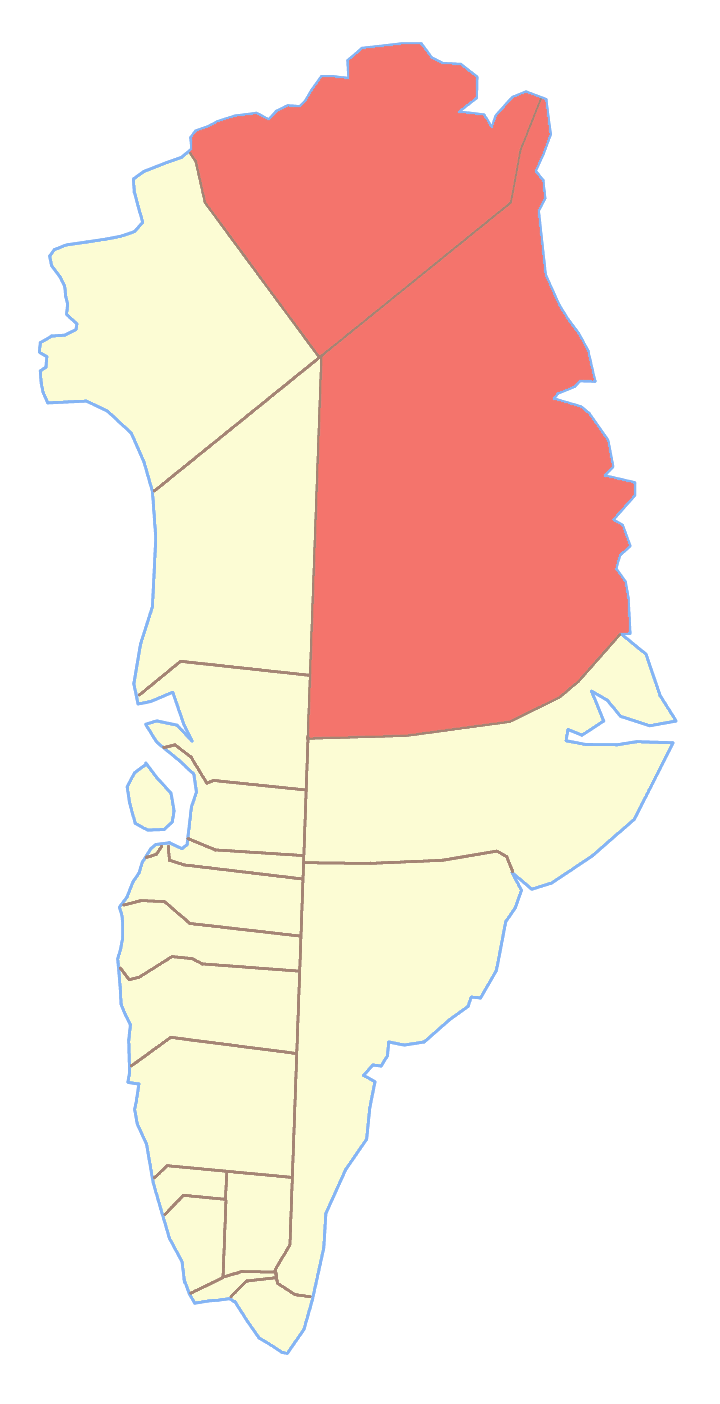
Parco nazionale della Groenlandia nordorientale, dove si trova Geographical Society Ø

Geographical Society Ø è un'isola disabitata della Groenlandia di 1717 km². Si trova a 72°57'N 23°15'O; è situato nel Parco nazionale della Groenlandia nordorientale, fuori da qualsiasi comune.